# Jurij Malysjev
Jurij Aleksandrovitj Malysjev, född den 1 februari 1947 i Moskva, är en sovjetisk roddare.
Han tog OS-guld i singelsculler i samband med de olympiska roddtävlingarna 1972 i München.